# 長勝院

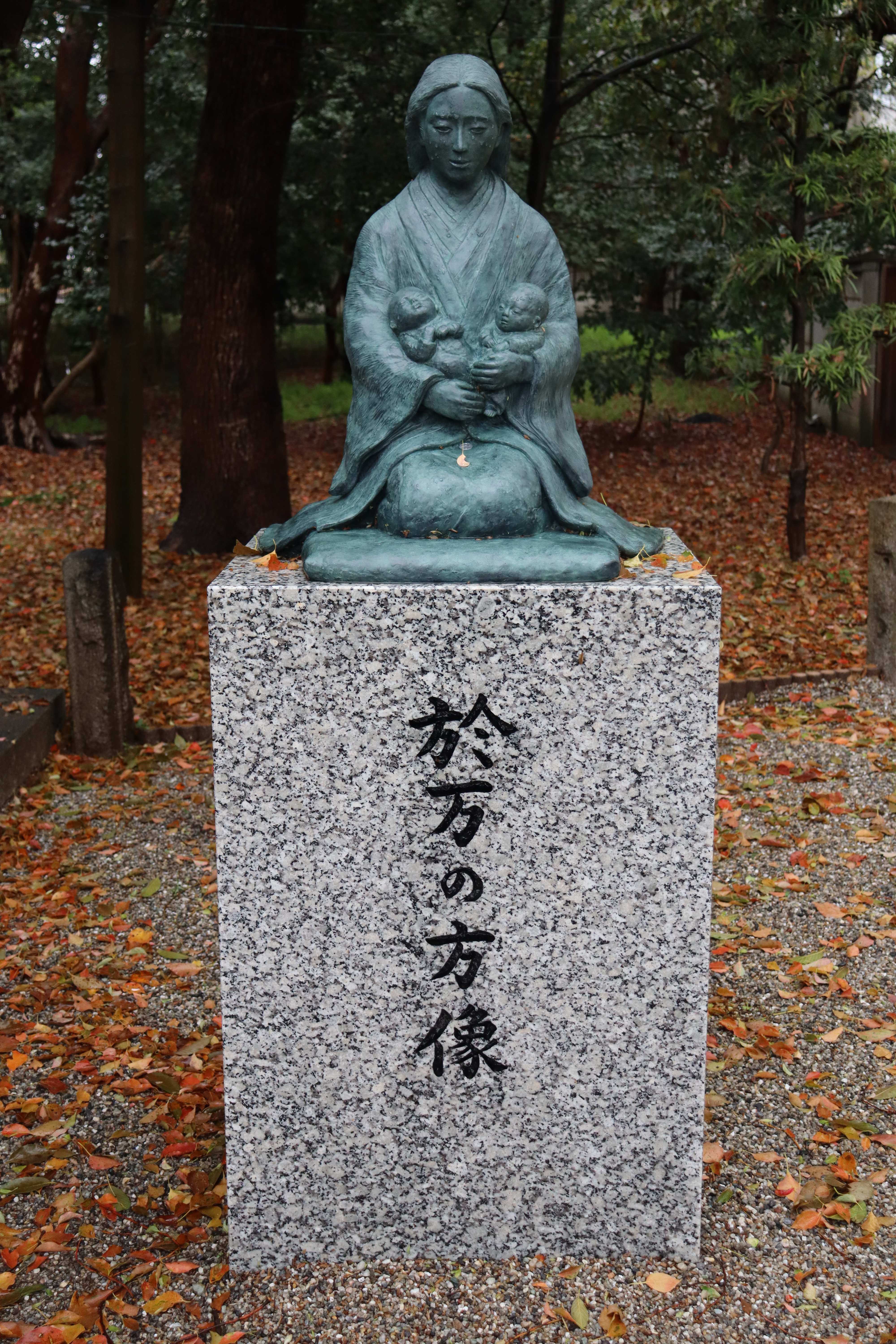
長勝院

長勝院（ちょうしょういん、天文17年（1548年） - 元和5年12月6日（1620年1月10日））は、戦国時代から江戸時代初期にかけての女性。江戸幕府の初代将軍・徳川家康の側室。結城秀康の生母。
物部姓永見氏・永見貞英の娘。通称於古茶（おこちゃ）、於万、小督局とも。のち、長勝院。

## 生涯

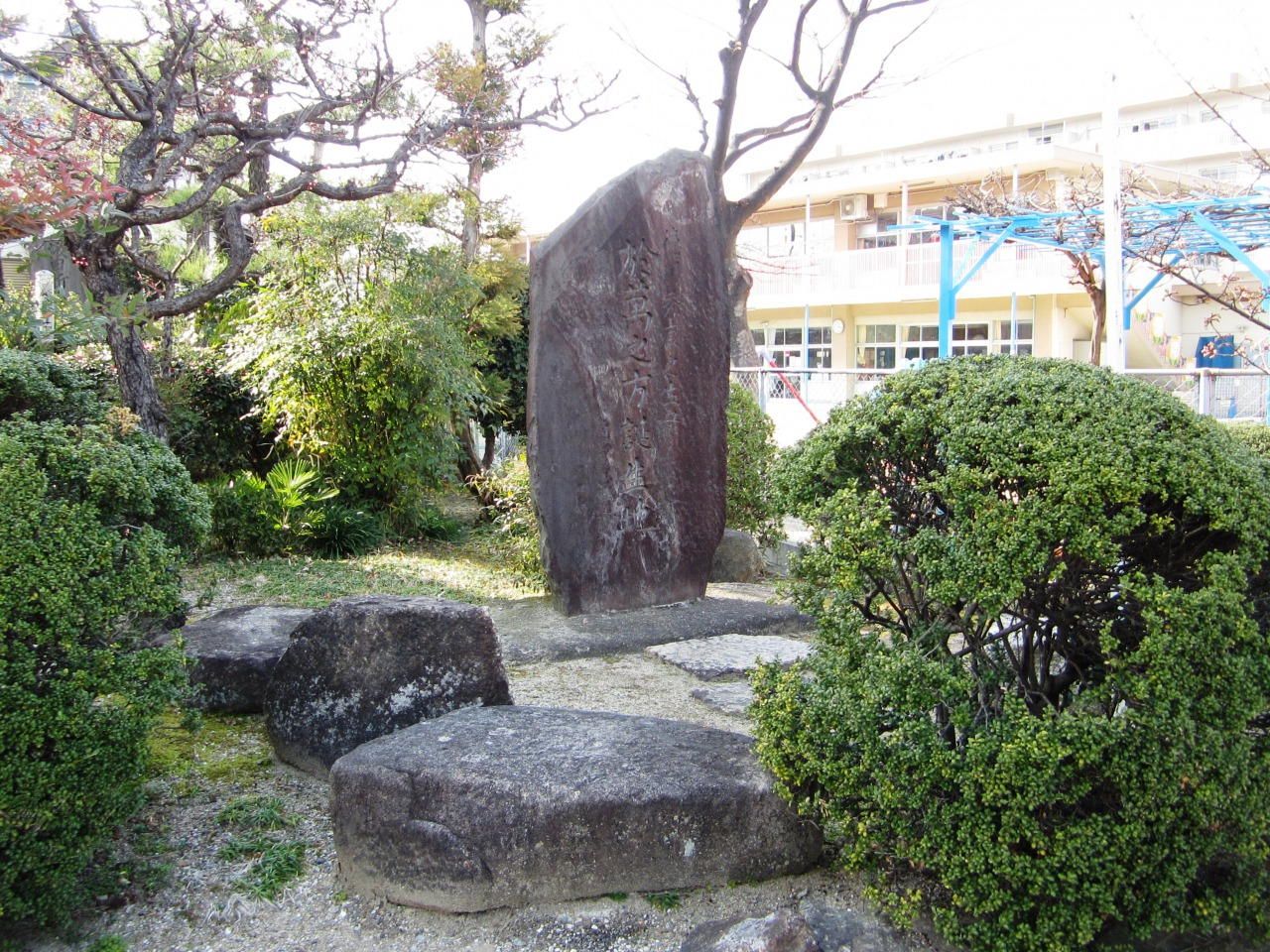
於萬之方誕生地（愛知県知立市総持寺）

天文17年（1548年）、三河国知鯉鮒明神の社人・永見貞英（志摩守）の娘として誕生する。名は、万、於古茶、松、菊子、於故満と伝わる。随庵見聞録に収録されている本多重次書状写に「おこちゃ」と見えるので、当時本多重次には「おこちゃ」と呼ばれていたとされる。また、『知立市史』では万の母を水野忠政の娘で、於大の方の外姪とする。
はじめ徳川家康の正室・築山殿の奥女中で、家康の手付となり、於義伊（のちの結城秀康）を産んだとされるが、家康が永見氏を臣従させたときに長勝院を仕えさせることを約束させ、元亀三年に浜松城に仕え、於義伊を産んだともされる。この時、双子であったといわれ、俗に永見貞愛がもう一人にあたるという。知立神社には、長勝院が貞愛の容体を心配して送った手紙が残されている。
家康の正室・築山殿は長勝院が家康の子供を妊娠することについて、承認しなかったため長勝院は浜松城内から退去させられたとされる。それは正妻としての権限であった。正妻は、別妻や妾として承知するどうかの権限を持っていたと考えられる。築山殿は長勝院を家康の妾とすることを承知しておらず、にもかかわらず妊娠したために、女房衆から追放したのである。それが江戸時代になると、妻の嫉妬などという、矮小化した理解になっている。秀康を妊娠した長勝院は重臣の本多重次の差配により宇布見村の中村家で出産にいたっている。城内から追放されたということは、生まれてくる子供を家康の子供として承認しないことを意味していた。
天正12年（1584年）、11歳になった息子の於義丸が豊臣秀吉の養子となり、のちに元服し秀康と改名した。秀康は結城晴朝の養女・江戸鶴子と結婚し、婿養子として結城氏を継いだ。関ヶ原の戦い後は秀康が北庄城の城主となったため、長勝院もこれに同行する。慶長12年（1607年）に秀康が北庄にて急死すると、家康の許可なしに出家するが、咎めはなかった。
元和5年（1619年）12月6日、北庄において死去した。72歳。孝顕寺に葬られた。永平寺に分骨。葬送時の戒名は長勝院松室妙載大姉。

## 逸話
『柳営婦女伝叢』によると、於義丸を産む前に築山殿の嫉妬に遭い、寒い夜に裸にされて庭の木にくくりつけられた。これを見つけた本多重次によって保護され、於義伊を産んだという。だが当時、万は浜松城に住んでおり、築山殿は岡崎城に住んでいたため、築山殿の万への折檻は成り立たず、後年創作された話とする指摘もある。

## 永見氏
秀康の子孫である越前松平家系の福井藩を始めとする各大名家では、庶流は長勝院にちなみ永見氏を名乗るケースがある。また、家臣団中に長勝院の縁戚である永見氏が複数存在する。永見吉克、永見吉次、永見吉望など。その他、同じく福井藩に関連する永見民部（松平民部）がいる。

## 登場作品

### 小説
- 杉本苑子『長勝院の萩』（1981年、講談社文庫）

### テレビドラマ
- 『徳川家康』（1964年、NET、演：光本幸子→青山京子）
- 『戦国うらばなし 長勝院の萩 家康父子に愛された女』（1983年、朝日放送テレビ、演：若尾文子）
- 『徳川家康』（1983年、NHK大河ドラマ、演：東てる美）
- 『徳川家康』（1988年、TBS大型時代劇スペシャル、演：かたせ梨乃）
- 『戦国最後の勝利者!徳川家康』（1992年、テレビ朝日、演：河合奈保子）
- 『葵 徳川三代』（2000年、NHK大河ドラマ、演：長内美那子）
- 『どうする家康』（2023年、NHK大河ドラマ、演：松井玲奈）[11]